# Masaru Imada
Masaru Imada (jap. 今田 勝, Imada Masaru; * 21. März 1932 in der Präfektur Tokio; † 30. Mai 2025) war ein japanischer Jazzpianist und Bandleader.

## Leben und Wirken
Imada erhielt eine klassische Klavierausbildung durch Privatlehrer und leitete studentische Jazzbands, während er an der Meiji-Universität studierte. Nach einem Jahr Tätigkeit in der Wirtschaft zog er es vor, als professioneller Musiker zu arbeiten. Ab 1953 war er Mitglied der Band von Eiji Kitamura. Ab 1964 hatte er ein eigenes Trio; erste Aufnahmen entstanden 1967 mit Tadayuki Harada. 1970 nahm er mit dem Saxophonisten Ichiro Mimori, dem Bassisten Takashi Mizuhashi und dem Schlagzeuger Masahiko Ozu das Album Now! (japanisch Maki, Three Blind Mice) auf. Es folgten eine Reihe von Solo- (Poppy, 1973) und Trio-Produktionen (u. a. mit Isoo Fukui, Tetsujiro Obara, Masahiko Ozu) und Gastsolisten wie Shigeko Toya (1982), Kenji Mori (Yokohama Concert, 1974), Kazumi Watanabe (Green Caterpillar 1975), George Mraz (Alone Together 1977), Kenji Kohsei (All of Glow, 1978) sowie Shigeharu Mukai und Seiichi Nakamura auf dem Album Seeking Blue (1978) und Randy und Michael Brecker (Carnival, 1981). Ab den 1970er-Jahren arbeitete er außerdem mit Maki Asakawa, Hiroshi Matsumoto, Takeshi Inomata, Sunao Wada, Ayako Hosokawa, Bingo Miki, Eiji Nakamura.
In den späten 1970ern war er Mitglied des Formation Tea and Company In den 1980ern arbeitete er in New York und Tokio u. a. mit Tom Browne, Grover Washington Jr. (Blue Marine), Randy Brecker, David Sanborn, Kazumi Watanabe, Will Lee, Steve Gadd und Guilherme Franco (A Day in the Paradise, 1983) sowie weiterhin mit eigenen Formationen. 1984 gründete er die Fusionband Now’in.
Im Bereich des Jazz war er zwischen 1968 und 2013 an 53 Aufnahmesessions beteiligt, zuletzt  mit der Sängerin Mari Kanemoto.

## Diskographische Hinweise
- 1970: Now (Sony)
- 1998: Alone Together (MSI/Sony)
- 1999: Day in Paradise (AMJ)
- 2000: Carnival (Vivid Sound)
- 2000: Songs on My Mind (Vivid Sound)
- 2001:  Green Caterpillar (TBM Records)
- 2001: One for Duke (Three Blind Mice)

Standards
- 2002. Standards (Three Blind Mice)
- 2003: Tropical Sunsets (Absord)
- 2004: Mint Please (Vivid)
- 2004: Seaside (Vivid)
- 2006: Andalusian Breeze(Absord)
- 2006: Maki (Sony)

## Lexikalischer Eintrag
- Kazunori Sugiyama Imada, Masaru. In: Barry Kernfeld (Hrsg.) The New Grove Dictionary of Jazz MacMillan 2002 (2. Auflage)